# U-2513
O Unterseeboot 2513 foi um submarino alemão do Tipo Tipo XXI, pertencente a Kriegsmarine que atuou durante a Segunda Guerra Mundial.

## História

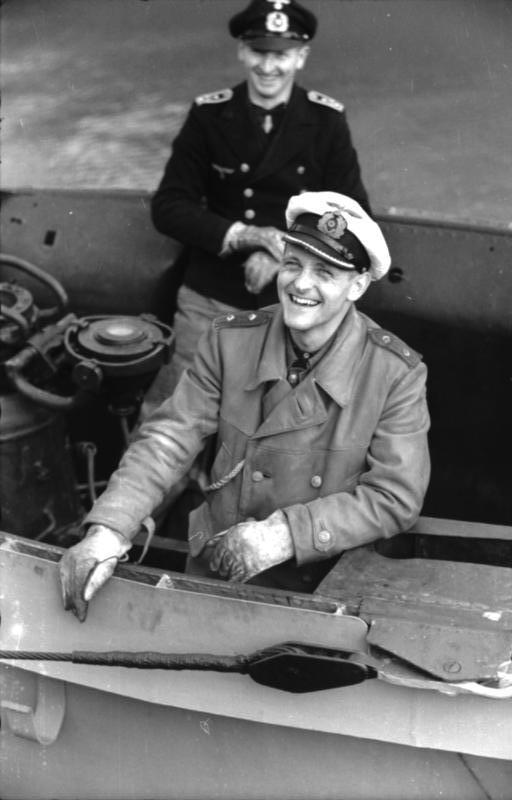
FrgKpt. Erich Topp (1914-2005), último comandante alemão do U-2513.

O barco não realizou nenhuma patrulha de guerra. Se rendeu em Horten, Noruega no dia 8 de maio de 1945, sendo enviado para Oslo no dia 20 seguinte. Após deixou Oslo e seguiu para Lisahally, local em que chegou no dia 7 de junho.
Foi enviado para os Estados Unidos no mês de agosto de 1945.
Em novembro de 1946, o 33º presidente dos Estados Unidos Harry Truman (1884-1972), navegou no submarino em uma viagem que durou 44 minutos no Golfo do México. O U-Boot foi afundado em Key West, Florida durante testes militares aonde serviu de alvo para o contra-torpedeiro USS Robert A. Owens (DD-827) no dia 7 de outubro de 1951. O submarino permanece no fundo do mar a uma profundidade de 75 m.

## Comandantes
| Comandante           | Período                                     |
| -------------------- | ------------------------------------------- |
| Kptlt. Hans Bungards | 12 de outubro de 1944 - 26 de abril de 1945 |
| FrgKpt. Erich Topp   | 27 de abril de 1945 - 8 de maio de 1945     |

## Carreira

### Subordinação
| 12 de outubro de 1944 - 1 de abril de 1945 | 31. Unterseebootsflottille |
| 1 de abril de 1945 - 8 de maio de 1945     | 11. Unterseebootsflottille |